# Chiesa di San Vitale (Sala Baganza)
La chiesa di San Vitale, nota anche come pieve di San Vitale Baganza, è un luogo di culto cattolico dalle forme neoclassiche situato in via Abate Giuseppe Peroni 7 a San Vitale Baganza, frazione di Sala Baganza, in provincia e diocesi di Parma; è sede di una parrocchia compresa nella zona pastorale della Pedemontana.

## Storia
Il luogo di culto originario fu edificato in epoca medievale lungo una diramazione del ramo della via Francigena che attraversava la vicina località di Talignano. La più antica testimonianza della sua esistenza risale al 1005, quando nell'Ordo Archipresbiterorum Plebium, voluto dal vescovo di Parma Sigefredo II, fu nominato l'arciprete Iohannes Archipresbiter Sancti Vitalis s.s.
La pieve fu menzionata anche in un rogito del 1094.
Nel 1142 la chiesa, il vicino castello e il piccolo borgo risultavano appartenere all'abbazia di San Giovanni Evangelista di Parma; nel 1144 il papa Lucio II confermò all'abate del monastero i diritti su tutti i beni posseduti, tra cui il castrum Sancti Vitalis cum ecclesia et curte.
Nel 1230, come indicato dal Capitulum seu Rotulus Decimarum della diocesi di Parma, dalla plebis S. Vitalis de Bagancia dipendevano quattro cappelle del circondario: Monte Palero, Neviano dei Draghi, Santa Maria del Castellaro e San Basilide a Talignano. In seguito fu aggregata anche la cappella di San Donnino a Limido.
Nel XIV secolo fu eretto in adiacenza al luogo di culto il campanile, abbattuto e ricostruito nel 1597. La torre fu successivamente sopraelevata nel 1737.
Il 14 febbraio 1834 una violenta scossa tellurica causò il parziale crollo della pieve romanica a tre navate, coperte da capriate lignee, risparmiando soltanto il campanile. Ciò che restava dell'antico edificio fu successivamente demolito e nel 1835 furono avviati, su disegno dell'architetto Lorenzo Raschi, i lavori di costruzione del nuovo tempio neoclassico, che fu completato e benedetto il 28 dicembre 1841. La facciata, progettata dall'architetto Luigi Bianchi, fu terminata nel 1868, mentre le statue, realizzate da Agostino Ferrarini, furono aggiunte nel 1885.
Nel 1941 il luogo di culto fu interessato da grossi lavori di restauro, al termine dei quali, il 28 settembre dello stesso anno, fu solennemente consacrato dal vescovo di Parma Evasio Colli.
Nel 1965 il tempio fu sottoposto ad altre opere, con la realizzazione di una nuova pavimentazione interna.
Il 23 dicembre 2008 un terremoto colpì pesantemente la chiesa, che fu chiusa al culto; l'edificio, successivamente restaurato e rinforzato strutturalmente, fu riaperto nell'agosto 2012, in occasione della festività della Madonna del Suffragio, patrona del paese.

## Descrizione

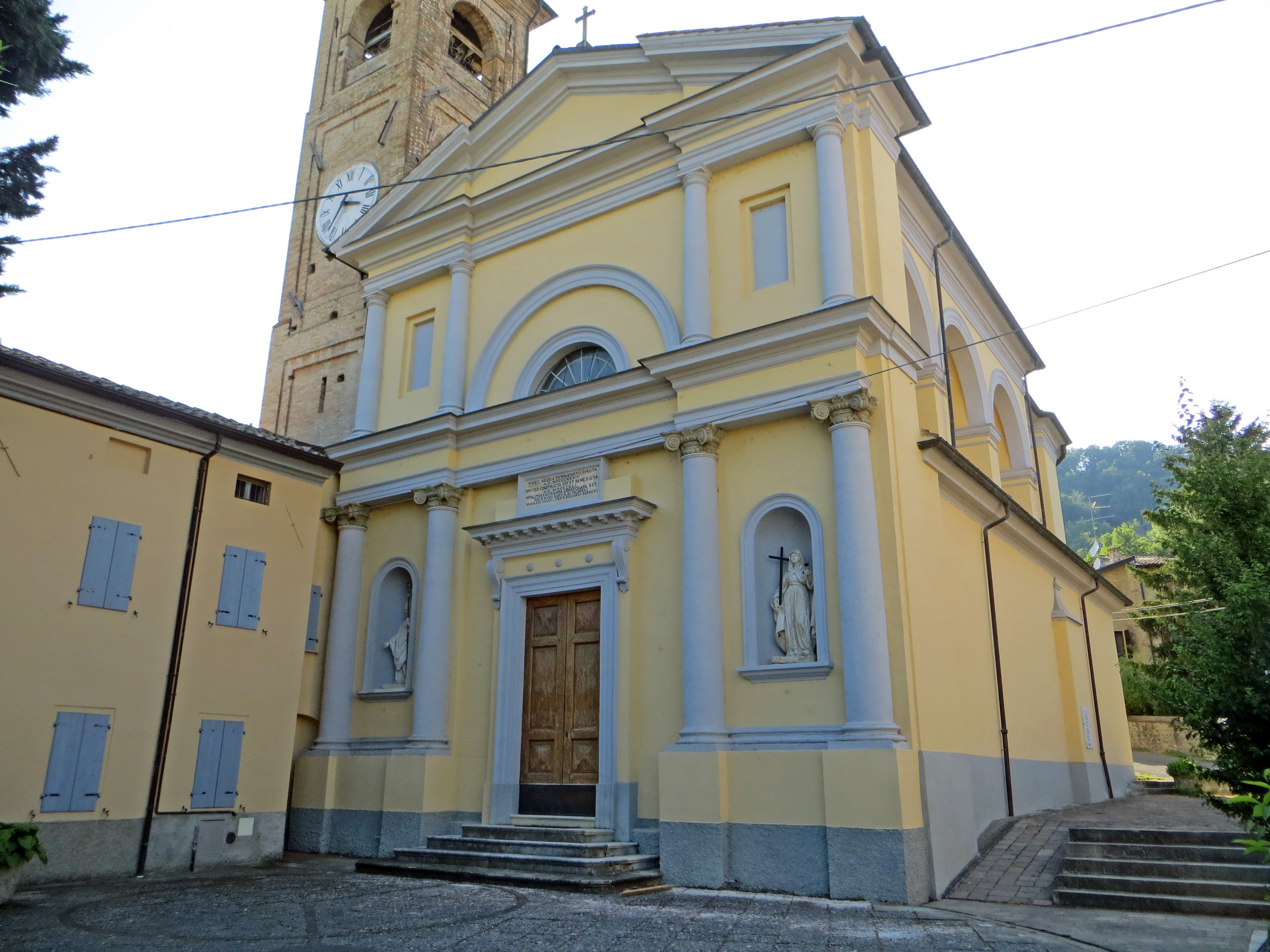
Facciata e lato nord

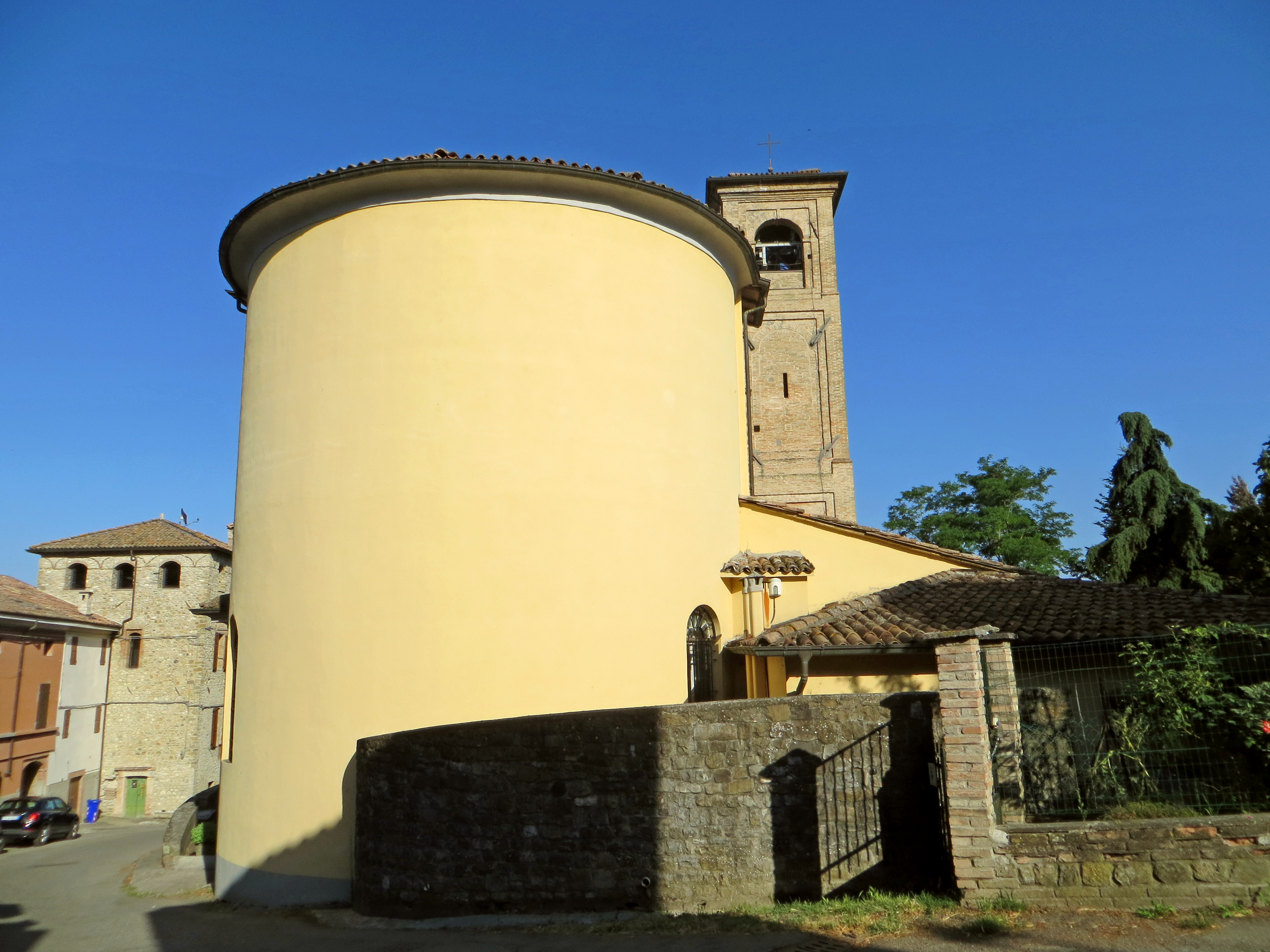
Abside e campanile

La chiesa si sviluppa su un impianto a navata unica affiancata da quattro cappelle per lato, con ingresso a est e presbiterio absidato a ovest.
La simmetrica facciata a capanna, interamente intonacata, è suddivisa orizzontalmente da un'alta trabeazione spezzata in aggetto; il prospetto è tripartito verticalmente da un doppio ordine di quattro semicolonne, coronate da capitelli ionici al livello inferiore e dorici a quello superiore. Inferiormente è collocato nel mezzo l'ampio portale d'accesso, raggiungibile attraverso una scala di alcuni gradini; l'ingresso, delimitato da cornice modanata, è coronato da un architrave in aggetto con modiglioni, retto da volute inginocchiate; ai lati si trovano due ampie nicchie ad arco a tutto sesto, al cui interno sono poste le statue raffiguranti San Nicola da Bari e la Fede, realizzate dallo scultore Agostino Ferrarini nel 1885. Superiormente si apre al centro una finestra a lunetta, delimitata da una cornice modanata e inquadrata da un'ampia arcata a tutto sesto; ai lati sono collocate due specchiature rettangolari. In sommità si staglia il frontone triangolare spezzato di coronamento.
Il fianco libero a destra è scandito superiormente da quattro profonde arcate a tutto sesto in aggetto, che inquadrano altrettante finestre a lunetta, delimitate da cornici. Il lato sinistro è affiancato da alcuni edifici, ospitanti la canonica e il salone parrocchiale a sud-ovest, oltre al campanile posto nell'angolo sud-est. La torre settecentesca in laterizio è arricchita da lesene sugli spigoli; la cella campanaria si affaccia sulle quattro fronti attraverso ampie monofore ad arco a tutto sesto, delimitate da specchiature, mentre a coronamento si erge una cuspide piramidale.
Sul retro si allunga il presbiterio absidato, su cui si aprono lateralmente due alte monofore ad arco a tutto sesto.
All'interno la navata, coperta da una volta a botte, è decorata superiormente da una cornice modanata perimetrale; la controfacciata accoglie due dipinti rappresentanti San Luigi Gonzaga, eseguito intorno al 1730 probabilmente da Clemente Ruta, e la Madonna col Bambino e san Carlo Borromeo, risalente al XVII secolo.
Ai lati dell'aula si aprono le ampie arcate a tutto sesto delle cappelle, le ultime due delle quali aggettano sulla navata.
Sul lato destro, la prima cappella ospita un confessionale settecentesco ligneo intagliato, oltre a una piccola statua ritraente Sant'Apollonia. Nella seconda una cornice realizzata da Ignazio Marchetti o Andrea Ferrari inquadra la pala raffigurante la Madonna col Bambino e i santi Vitale e Gregorio Magno, dipinta da Giuseppe Peroni intorno al 1744. La terza accoglie sopra all'altare una piccola statua lignea tardo settecentesca, raffigurante l'Immacolata; superiormente si staglia una monumentale ancona in stucco con quattro lesene corinzie e frontone di coronamento, realizzata tra il 1841 e il 1845 forse da Matteo Rusca.
Sul lato sinistro, la prima cappella è chiusa da un cancelletto ottocentesco in ferro battuto. Nella seconda una cornice realizzata nel 1765 da Francesco da San Michele de' Gatti inquadra la pala raffigurante Santa Lucia che adora la Trinità, dipinta dal Peroni intorno al 1744. Nella terza si staglia sopra all'altare una monumentale ancona in stucco, uguale a quella della cappella di fronte.
Il presbiterio, lievemente sopraelevato, è coperto da una volta a botte in continuità con l'aula; il lungo ambiente ospita nel mezzo l'altare maggiore a mensa in legno dorato, aggiunto intorno al 1980. Sul fondo l'abside, chiusa superiormente dal catino emisferico, accoglie l'antico altare maggiore in stucco del 1867, su cui è collocato un tabernacolo marmoreo; superiormente si staglia una grande ancona in stucco del 1866, delimitata da due semicolonne corinzie, al cui interno è posta una tela seicentesca raffigurante la Madonna col Bambino e i santi Vitale, Rocco e Francesco Saverio, attribuita fino al restauro del 1970 a Francesco Scaramuzza; ai lati si trovano gli stalli lignei del coro, intagliati nel 1866.
La chiesa conserva altre opere di pregio, tra cui una lampada settecentesca in argento sbalzato e un organo a canne della ditta Cavalli, realizzato intorno al 1875 e restaurato sia nel 1965 sia dopo il terremoto del 2008.